# جيون سو ني
جيون سو ني (بالكورية: 전소니)‏ هي ممثلة سينمائية وتلفزيونية كورية جنوبية. ولدت يوم 20 مارس 1991 في سول في كوريا الجنوبية.

## روابط خارجية
- جيون سو ني على موقع IMDb (الإنجليزية)
- جيون سو ني على موقع روتن توميتوز (الإنجليزية)
- جيون سو ني على موقع قاعدة بيانات الفيلم (الإنجليزية)